# 斯塔克斯 (伊利諾伊州)
斯塔克斯（英語：Starks）是位於美國伊利諾伊州凱恩縣的一個非建制地區。該地的面積和人口皆未知。

## 地理
斯塔克斯的座標為42°05′18″N 88°27′24″W / 42.08833°N 88.45667°W，而該地的平均海拔高度為279米（即915英尺）。